# Liuhuang, Sichuan
Liuhuang (kinesiska: 柳黄乡, 柳黄) är en socken i Kina. Den ligger i provinsen Sichuan, i den sydvästra delen av landet, omkring 370 kilometer nordost om provinshuvudstaden Chengdu. Antalet invånare är 3 796. Befolkningen består av 1 991 kvinnor och 1 805 män. Barn under 15 år utgör 29,0 %, vuxna 15-64 år 56 %, och äldre över 65 år 14,0 %.
Genomsnittlig årsnederbörd är 1 660 millimeter. Den regnigaste månaden är september, med i genomsnitt 325 mm nederbörd, och den torraste är december, med 10 mm nederbörd.